# دهستان درامتس
دهستان درامتس (به لاتین: Drametse Gewog) یک دهستان در کشور بوتان است که در ناحیهٔ مونگار واقع شده‌است.